# Mer Girl
„Mer Girl“ е песен на Мадона, една от най-нетипично личните и емоционално въздействащи нейни песни. Нетипичен е и методът на създаването. Повечето песни от албума „Ray of Light“ на Мадона са създадени като музиката на Уилям Орбит е служела за вдъхновение на изпълнителката, за да напише текст към тях. В този случай текстът на „Mer Girl“ е била готова поема на Мадона. Тя не променя и един ред от нея след като чува семпъла на Орбит. Извивките на гласа на Мадона в тази песен варират от леко пеене през емоционално рецитиране до леко шептене.
В текста на „Mer Girl“ Мадона разкрива комлицирания си интимен живот, болката и отчуждението, което е предизвикала смъртта на майка ѝ, грижите на майчинството. Всичко това е описано като преход през тъмна гора, гробища, път нагоре по планината, есенен дъжд, който размива сълзите по лицето, образът на черното небе, което я заслепява.
Продуцирана и писана от Мадона и Уилям Орбит Mer Girl не е пускана официално като сингъл.

## Видеото и изпълнението на Drowned World Tour 2001
Една от песните, които Мадона изпълнява през гейша-частта на турнето, е Mer Girl. Тя се разхожда на сцената, от която излизат огромни машини и кабели, които създават илюзията за разходка през джунгла. По средата изпълнението е прекъснато от друга песен („Sky Fits Heaven“, чиято хореография и изпълнение се състои в това, Мадона да се бори със зли духове. Когато ги побеждава, продължава да изпълнява последната част от „Mer Girl“. Докато пее „And the ground gave way beneath my feet“ тя пада на колене до дупка в земята, от която излиза блестяща червена светлина. От дупката се показва пушка, която Мадона използва, за да убие и последния „зъл дух“. През последните 3 шоута в Лос Анджелис Мадона променя тази последна част от уважение към жертвите на терористичните самоубийствени атентати във Вашингтон и Ню Йорк. Вместо да застреля „злия Дух“ – двамата с Мадона се прегръщат и напускат заедно сцената.
Докато на сцената се развива цялото това действие, огромни видеостени показват специално заснетия клип за турнето към Mer Girl. В него отново виждаме Мадона като гейша, но този път тя бива пребита от предполагаем мъж (любимия ѝ). Видеото символизира трудностите, през които ни прекарва животът, за да достигнем истински стойностното.